# Neohyssura gladia
Neohyssura gladia är en kräftdjursart som beskrevs av Brian Frederick Kensley och Marilyn Schotte 2000. Neohyssura gladia ingår i släktet Neohyssura och familjen Hyssuridae. Inga underarter finns listade i Catalogue of Life.